# Лара, Кристиан
Кристиан Лара (исп. Christian Rolando Lara Anangonó; 27 апреля 1980, Кито) — эквадорский футболист, игравший на позиции полузащитника. Выступал за сборную Эквадора, участник чемпионата мира 2006.

## Биография
Воспитанник клуба «Эль Насьональ». Дебютировал за основную команду в 1997 году, до 1999 года периодически выступал за молодёжный состав клуба. В 2001 году впервые был вызван в сборную Эквадора, а год спустя принял в её составе в Золотом Кубке КОНКАКАФ, куда южноамериканская сборная получила специальное приглашение.
В 2005 году стал чемпионом Эквадора и тут же покинул страну, подписав контракт с катарским клубом «Аль-Вакра». В 2006 году выступил на чемпионате мира, где Эквадор сумел пробиться в число 16 сильнейших сборных планеты. На германском первенстве Лара был одним из самых низкорослых игроков (162 сантиметра).
В 2007 году Кристиан Лара вернулся в Эквадор, в стан принципиальных соперников «Эль Насьоналя» — ЛДУ Кито. Во второй раз завоевав титул чемпиона страны, перешёл в гуаякильскую «Барселону», где также был твёрдым игроком основы, и также решил не продолжать выступления за клуб дольше года.
В начале 2009 года выступал за колумбийский «Депортиво Перейра», но в середине года вернулся в ЛДУ. Свой второй период в этой команде он начал с победы в Рекопе Южной Америки, которую «Лига» оспаривала на правах победителя Кубка Либертадорес 2008 (этот титул Лара упустил, выступая за «Барселону»). В конце года помог своей команде выиграть второй по значимости континентальный трофей — Южноамериканский кубок. В 2010 году в третий раз стал чемпионом Эквадора, после чего вернулся в «Эль Насьональ».

## Титулы и достижения
- Чемпион Эквадора (3): Кл. 2005, 2007, 2010
- Обладатель Южноамериканского кубка (1): 2009
- Рекопа Южной Америки (2): 2009, 2010